# Armijski odjel Woyrsch
Armijski odjel Woyrsch (njem. Armeeabteilung Woyrsch) je bila vojna formacija njemačke vojske u Prvom svjetskom ratu. Tijekom Prvog svjetskog rata odjel je djelovao na Istočnom bojištu.

## Povijest
Armijski odjel Woyrsch formiran je 3. studenog 1914. na osnovi jedinica Landverskog korpusa. Odjel je, sukladno praksi u njemačkoj vojsci, nazvan po generalu pješaštva Remusu von Woyrsch koji je kao zapovjednik Landverskog korpusa imenovan njegovim prvim zapovjednikom. Nakon osnivanja odjel se nalazio pod austrougarskim vrhovnim zapovjedništvom, iako je u određenoj mjeri imao i samostalnost.
U kolovozu 1916. Woyrsch je od princa Leopolda preuzeo zapovjedništvo nad grupom armija koja je sukladno tadašnjoj praksi nazvan Grupom armija Woyrsch, te je armijski odjel ušao u sastav navedene grupe armija. Armijski odjel Woyrsch je rasformiran 31. prosinca 1917. godine.

## Zapovjednici
Remus von Woyrsch (3. studenog 1914. – 31. prosinca 1917.)

## Načelnici stožera
Wilhelm Heye (3. studenog 1914. – 9. rujna 1917.)
Walter Schmidt von Schmidtseck (9. rujna 1917. – 31. prosinca 1917.)

## Vojni raspored Armijskog odjela Woyrsch u siječnju 1915.
Zapovjednik: general pukovnik Remus von Woyrsch

Načelnik stožera: potpukovnik Wilhelm Heye

- Landverski korpus (genpor. Götz von König)
  - 3. landverska divizija (gen. Riess)
  - 4. landverska divizija (gen. Wegener)
  - Landverska divizija Bredow (gen. Bredow)

## Vojni raspored Armijskog odjela Woyrsch u Brusilovljevoj ofenzivi
Zapovjednik: general pukovnik Remus von Woyrsch

Načelnik stožera: potpukovnik Wilhelm Heye

- Landverski korpus (genpor. Götz von König)
  - 3. landverska divizija (gen. Adams)
  - 4. landverska divizija (gen. Brietzke)
  - 18. landverska divizija (gen. Bredow)

- Beskidski korpus (genpor. Max Hofmann)
  - 35. pričuvna divizija (gen. von der Becke)
  - 47. pričuvna divizija (gen. Besser)

- XII. korpus (Austro-Ugarska) (genpj. Johann von Henriquez)
  - 16. pješačka divizija (gen. Schariczer)
  - 36. pješačka divizija (gen. Tobajdi)

## Vanjske poveznice
(eng.) Armijski Woyrsch na stranici PrussianMachine.com

(njem.) Armijski odjel Woyrsch na stranici Deutschland14-18.de  Arhivirana inačica izvorne stranice od 23. rujna 2015. (Wayback Machine)

(njem.) Armijski odjel Woyrsch na stranici Wiki-de.genealogy.net